# Corchia
Corchia è una piccola frazione del comune di Berceto, in provincia di Parma; la località conserva pressoché intatto il nucleo medievale composto dalle case in pietra separate dai viottoli in lastricato.
La località dista 4,78 km dal capoluogo.

## Geografia fisica
Situato a una quota di 650 m s.l.m., il borgo medievale si sviluppa ai piedi del roccioso Groppo Maggio; in prossimità del piccolo paese di forma quadrangolare, circondato da castagneti scorre il ramo di Corchia del torrente Manubiola.

## Storia
Il paese sorse in epoca medievale lungo la via Francigena, percorsa all'epoca da numerosi pellegrini diretti dal Nord Europa a Roma; risalgono infatti al XII e al XIII secolo i primi documenti a testimonianza della sua esistenza.
Nel 1312 il borgo divenne feudo dei conti Sanvitale, che lo mantennero fino al 1733; lo acquistarono allora i conti Tarasconi Smeraldi, che ne mantennero i diritti fino alla loro abolizione sancita da Napoleone nel 1805.
Nel 1865, fallita la speranza di trovare l'oro, rivelatosi pirite, iniziò lo sfruttamento dei giacimenti minerari dei dintorni; alle prime concessioni per l'escavazione del rame del 1886, si aggiunsero negli anni seguenti anche quelle per il ferro, lo zinco e il feldspato. L'economia del borgo rimase legata alle miniere fino al 1943, quando i cantieri furono definitivamente chiusi.

## Monumenti e luoghi d'interesse

### Borgo
Sorta in epoca medievale, Corchia conserva pressoché intatto il nucleo percorso da viottoli in lastricato, stretti tra le antiche case in pietra con archi, tetti in lose, logge, portici e piccoli cortili interni; il perimetro quadrangolare del borgo è caratterizzato dalla compattezza tra le abitazioni, così costruite per esigenze difensive.

### Chiesa di San Martino

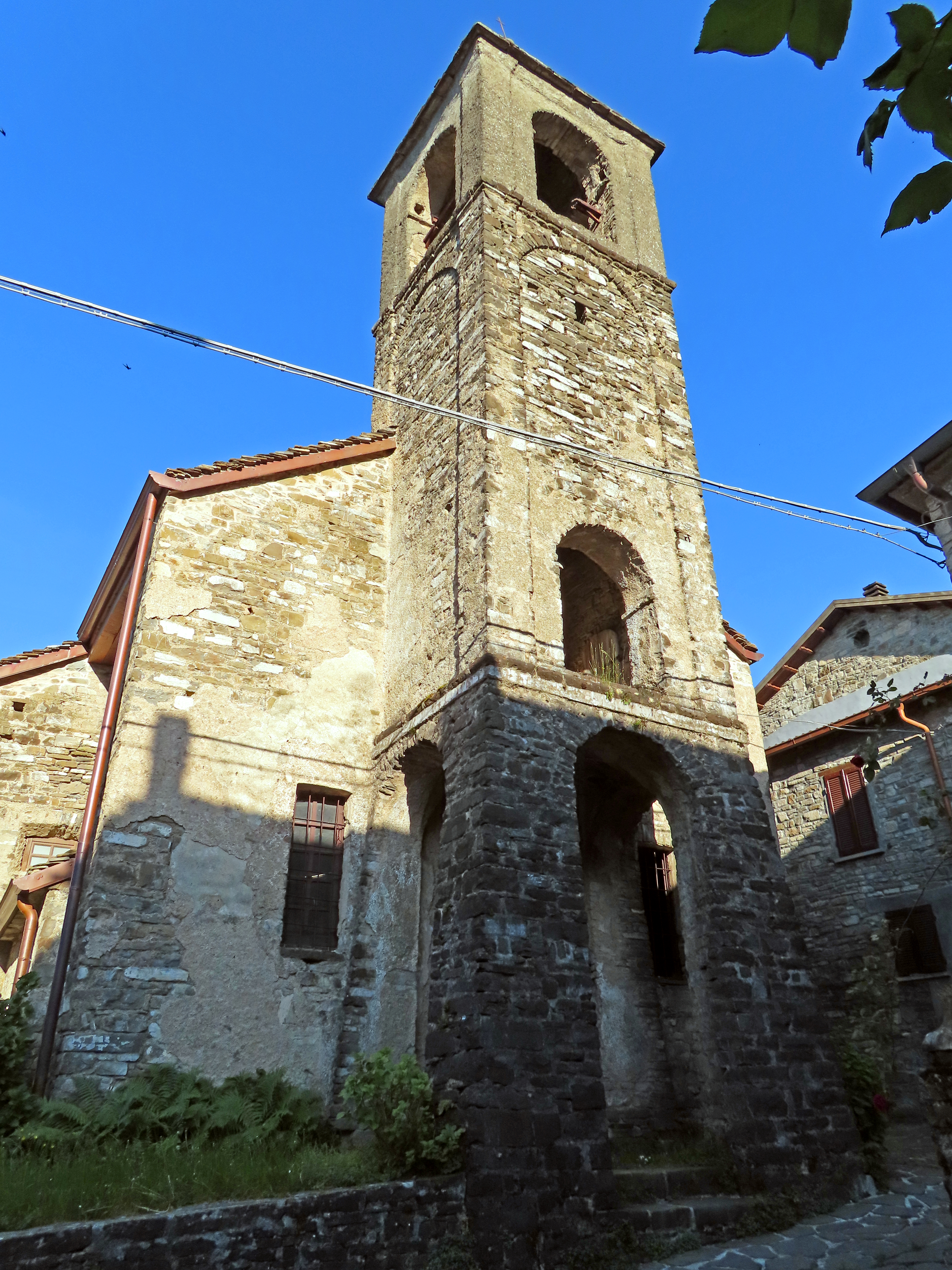
Antica chiesa di San Martino

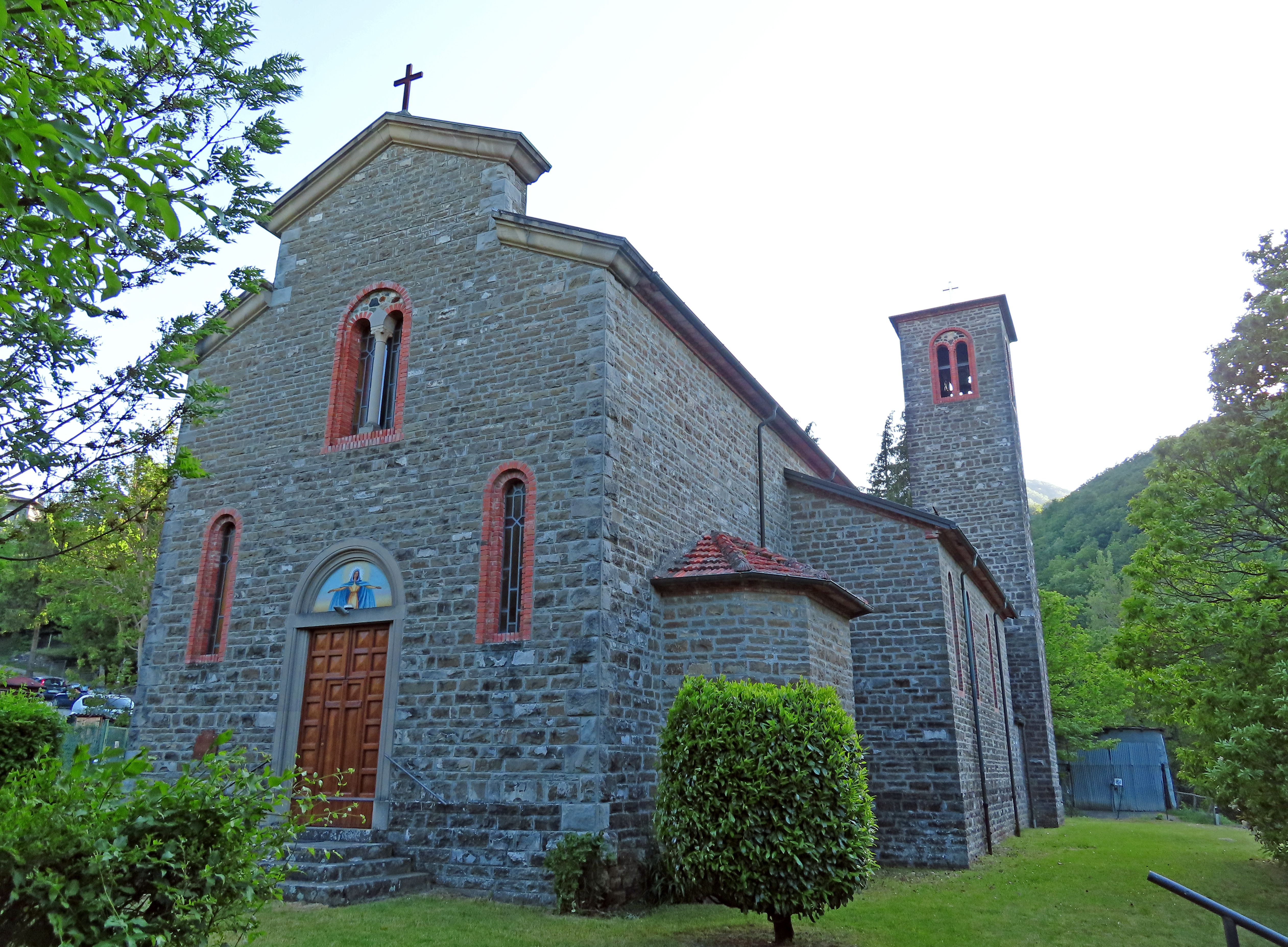
Chiesa di San Martino

Edificata in epoca imprecisata, l'antica chiesa fu utilizzata fino al 1950 circa, quando fu sconsacrata in seguito alla costruzione di un nuovo luogo di culto ai margini del centro abitato; adibita in seguito a deposito e garage, cadde progressivamente in degrado; interamente realizzata in pietra, la struttura è caratterizzata dall'insolita facciata a capanna preceduta nel mezzo dal campanile aggettante, che si erge sul piccolo portico d'ingresso; all'interno si conservano gli affreschi raffiguranti l'Ultima cena, dipinta in controfacciata da Martino Jasoni, e i Quattro Evangelisti.

### Casa Corchia

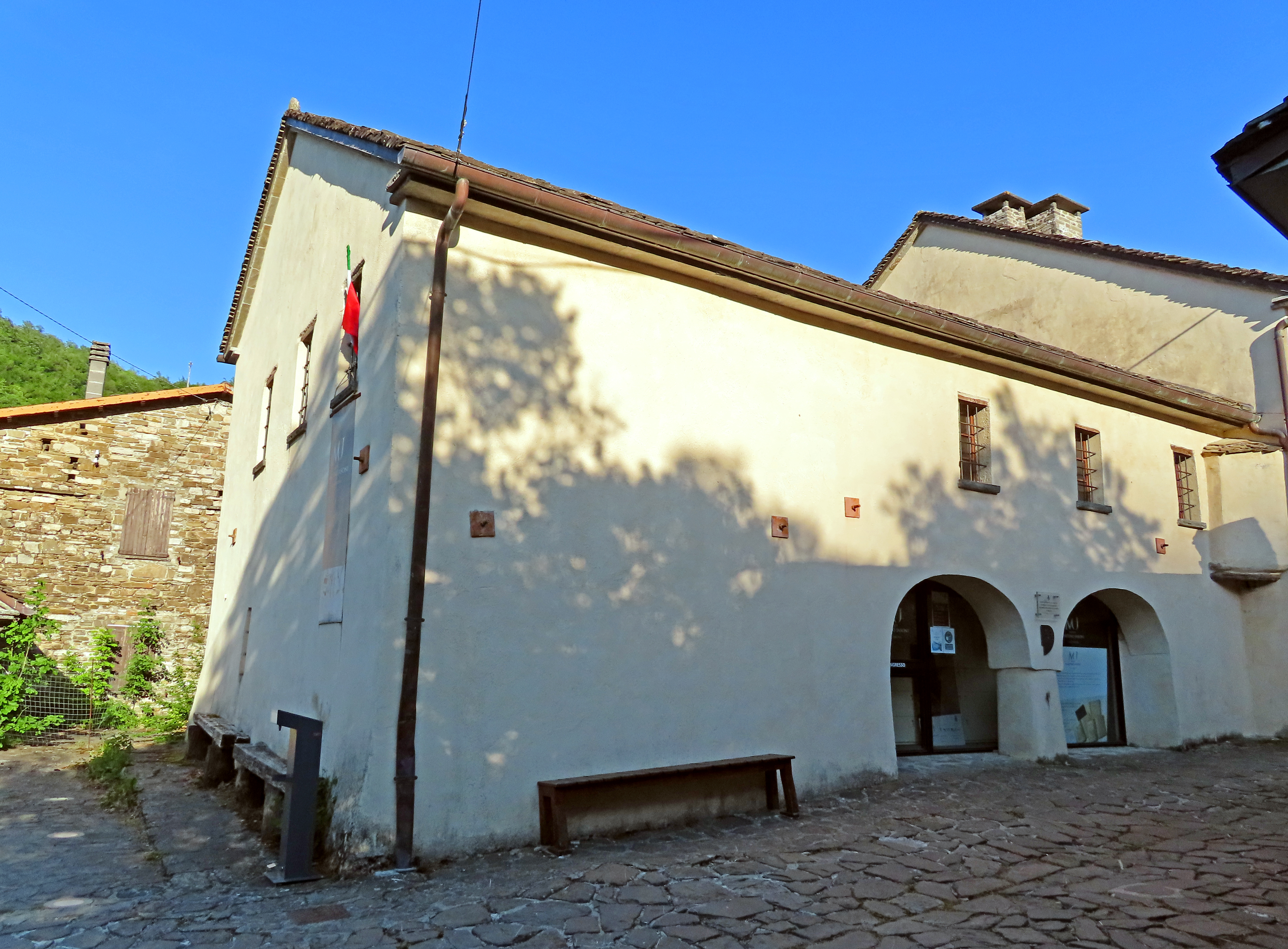
Casa Corchia, sede del museo Martino Jasoni

Costruita nel XII secolo, agli inizi del XXI la casa fu donata dalla famiglia Corchia al comune di Berceto; interamente restaurata, divenne nel 2007 la sede del museo Martino Jasoni; la struttura, esternamente intonacata, mostra i tratti tipici degli edifici rurali medievali dell'Appennino parmense, tra cui le piccole finestre prive di cornici, il portico d'ingresso a due arcate rette da una colonna centrale in pietra, il tetto a due falde in lose e le massicce murature realizzate in sasso.

### Miniere
Perforate originariamente nel 1865 in più punti ai lati del Groppo Maggio, le miniere furono modernizzate nel 1937 e collegate al paese con una teleferica, ma furono definitivamente chiuse nel 1943; nei primi anni del XXI secolo una delle miniere, raggiungibile tramite uno dei sentieri nel bosco percorsi anticamente dai muli per il trasporto dei materiali di scavo, fu messa in sicurezza dalla Provincia di Parma e aperta alle visite.

## Cultura

### Museo Martino Jasoni
Fondato nel 2007 per volere dell'amministrazione comunale di Berceto, il museo, collocato all'interno di casa Corchia, espone all'incirca sessanta opere, tra dipinti a olio e acquerelli, realizzate dal pittore Martino Jasoni nella prima metà del XX secolo.